# Julie Ege

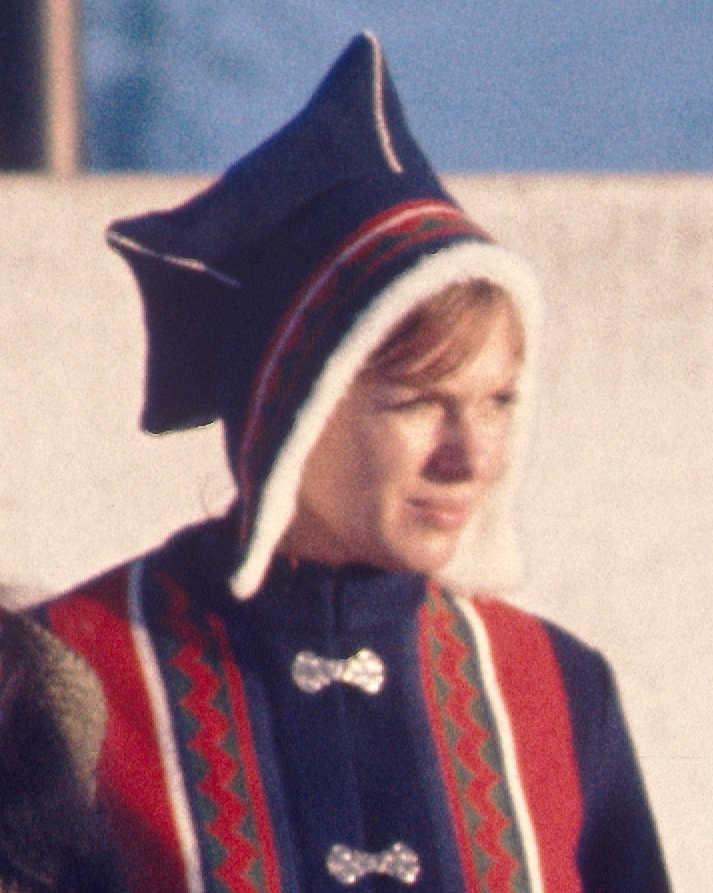
Julie Ege

Julie Ege (* 12. November 1943 als Julie Dzuli bei Sandnes; † 29. April 2008 in Oslo) war eine norwegische Filmschauspielerin.

## Biografie
Julie Ege begann ihre Karriere als Teilnehmerin an Schönheitswettbewerben und nahm an den Wahlen zur Miss Norway und Miss Universe teil. Später posierte sie für den Penthouse. 1967 ging sie als Au Pair nach England, um ihre Sprachkenntnisse zu verbessern; sie besuchte dafür auch eine Sprachschule.
Ihr Filmdebüt gab sie in der norwegischen Low-Budget-Produktion Stompa til Sjøs, aber ihre Karriere kam erst in England richtig in Schwung. Sie erreichte eine Rolle im 1969er-James-Bond-Film Im Geheimdienst Ihrer Majestät. Es folgten weitere Filme, unter anderem an der Seite von Marty Feldman, Jon Finch und Jack Palance. Während der 1970er-Jahre lebte sie viele Jahre neben Tony Bramwell, einem ehemaligen Roadie der Beatles und Brian May, dem Gitarristen der Rockband Queen.
Mitte der 1970er Jahre beendete sie ihre Filmkarriere und zog zurück nach Norwegen. Dort trat sie am Theater auf, unter anderem in einer Produktion von The Rocky Horror Show, bevor sie das Schauspiel komplett aufgab und eine Ausbildung als Krankenschwester machte.
In einem Interview mit einer norwegischen Zeitschrift erklärte sie im Oktober 2002, dass sie an Lungenkrebs erkrankt sei, nachdem sie bereits 1986 erfolgreich gegen Brustkrebs behandelt worden war.
Ege war zweimal geschieden und lebte zuletzt in Oslo, wo sie bis zu ihrem Tod als Krankenschwester arbeitete. Sie hinterlässt zwei Töchter.

## Filmografie (Auswahl)
- 1969: James Bond 007 – Im Geheimdienst Ihrer Majestät (On Her Majesty's Secret Service)
- 1970: Haferbrei macht sexy (Every Home Should Have One)
- 1970: Sex vor sechs Millionen Jahren (Creatures the World Forgot)
- 1973: Nicht jetzt, Liebling (Not Now, Darling)
- 1974: Dämon des Grauens (Craze)
- 1974: Das Labor des Grauens – The Freakmaker (The Mutations)
- 1974: Die 7 goldenen Vampire (The Legend of the 7 Golden Vampires)